# Bell Peninsula
Bell Peninsula är en halvö i Kanada.   Den ligger i territoriet Nunavut, i den östra delen av landet, 2 100 km norr om huvudstaden Ottawa.
Trakten runt Bell Peninsula är permanent täckt av is och snö. Trakten runt Bell Peninsula är nära nog obefolkad, med mindre än två invånare per kvadratkilometer.